# Ruschia
Genre
Classification phylogénétique
Ruschia est un genre de plante de la famille des Aizoaceae.

## Dénominations et systématique
Ruschia a été décrit scientifiquement par Schwantes, in Zeitschrift fur Sukkulentenkunde 2: 186, en 1926.
L'espèce type de ce genre est Ruschia rupicola (Engler) Schwantes (Mesembryanthemum rupicolum Engler)

### Liste des sous-genres
- Ruschia subgen. Cymbifolia Dehn
- Ruschia subgen. Maxima Dehn
- Ruschia subgen. Multiflora Dehn
- Ruschia subgen. Sarmentosa (Haw.) Dehn
- Ruschia subgen. Spinosa (Haw.) Dehn
- Ruschia subgen. Stricta Dehn
- Ruschia subgen. Tumidula (Haw.) Dehn
- Ruschia subgen. Vaginata (Haw.) Dehn

### Liste des espèces
- Ruschia abbreviata L.Bolus
- Ruschia abrupta (Bgr.) G.D.Rowley
- Ruschia acocksii L.Bolus
- Ruschia acuminata L.Bolus
- Ruschia acutangula (Haw.) Schwantes
- Ruschia addita L.Bolus
- Ruschia aggregata L.Bolus
- Ruschia alata L.Bolus
- Ruschia albertensis L.Bolus
- Ruschia albida Klak
- Ruschia albiflora L.Bolus
- Ruschia alborubra L.Bolus
- Ruschia altigena (L.Bolus) L.Bolus
- Ruschia amicorum Schwantes
- Ruschia amoena Schwantes
- Ruschia amphibolia G.D.Rowley
- Ruschia ampliata L.Bolus
- Ruschia androsacea Schwantes
- Ruschia approximata Schwantes
- Ruschia archeri L.Bolus
- Ruschia arenosa L.Bolus
- Ruschia argentea L.Bolus
- Ruschia aristata L.Bolus
- Ruschia aristulata Schwantes
- Ruschia armata L.Bolus
- Ruschia aspera L.Bolus
- Ruschia atrata L.Bolus
- Ruschia axthelmiana Schwantes
- Ruschia barnardii L.Bolus
- Ruschia beaufortensis L.Bolus
- Ruschia bicolorata L.Bolus
- Ruschia biformis (N.E.Br.) Schwantes
- Ruschia bijliae L.Bolus
- Ruschia bina L.Bolus
- Ruschia bipapillata L.Bolus
- Ruschia bolusiae Schwantes
- Ruschia bracteata L.Bolus
- Ruschia brakdamensis (L.Bolus) L.Bolus
- Ruschia breekpoortensis L.Bolus
- Ruschia brevibracteata L.Bolus
- Ruschia brevicarpa L.Bolus
- Ruschia brevicollis (N.E.Br.) Schwantes
- Ruschia brevicyma L.Bolus
- Ruschia brevifolia L.Bolus
- Ruschia brevipes L.Bolus
- Ruschia britteniae L.Bolus
- Ruschia buchubergensis Dinter
- Ruschia burtoniae L.Bolus
- Ruschia calcarea L.Bolus
- Ruschia calcicola (L.Bolus) L.Bolus
- Ruschia callifera L.Bolus
- Ruschia calycina L.Bolus
- Ruschia campestris Schwantes
- Ruschia canonotata (L.Bolus) Schwantes
- Ruschia capornii (L.Bolus) L.Bolus
- Ruschia capulata (L.Bolus) Schwantes in H.Jacobsen
- Ruschia caroli Schwantes
- Ruschia caudata L.Bolus
- Ruschia cedarbergensis L.Bolus
- Ruschia centrocapsula H.E.K.Hartmann & Stüber
- Ruschia ceresiana Schwantes
- Ruschia cincta (L.Bolus) L.Bolus
- Ruschia clavata L.Bolus
- Ruschia clavellata (Haw.) H.Jacobsen
- Ruschia cleista L.Bolus
- Ruschia compacta L.Bolus
- Ruschia complanata L.Bolus
- Ruschia compressa L.Bolus
- Ruschia comptonii L.Bolus
- Ruschia concava L.Bolus
- Ruschia concinna L.Bolus
- Ruschia condensa (N.E.Br.) Schwantes
- Ruschia congesta L.Bolus
- Ruschia conjuncta L.Bolus
- Ruschia connata L.Bolus
- Ruschia constricta L.Bolus
- Ruschia copiosa L.Bolus
- Ruschia coriaria Schwantes
- Ruschia costata L.Bolus
- Ruschia cradockensis (Kuntze) H.E.K.Hartmann & Stüber
- Ruschia crassa Schwantes
- Ruschia crassifolia L.Bolus
- Ruschia crassisepala L.Bolus
- Ruschia crassuloides L.Bolus
- Ruschia cupulata Schwantes
- Ruschia curta (Haw.) Schwantes
- Ruschia cyathiformis L.Bolus
- Ruschia cymbifolia L.Bolus
- Ruschia cymosa Schwantes
- Ruschia dasyphylla Schwantes
- Ruschia decumbens L.Bolus
- Ruschia decurrens L.Bolus
- Ruschia decurvans L.Bolus
- Ruschia dejagerae L.Bolus
- Ruschia dekenahii (N.E.Br.) Schwantes
- Ruschia deminuta L.Bolus
- Ruschia densiflora L.Bolus
- Ruschia depressa L.Bolus
- Ruschia derenbergiana (Dinter) C.Weber
- Ruschia dichotoma L.Bolus
- Ruschia dichroa L.Bolus
- Ruschia dielsiana (A.Berger) H.Jacobsen
- Ruschia dilatata L.Bolus
- Ruschia disarticulata L.Bolus
- Ruschia dissimilis G.D.Rowley
- Ruschia distans (L.Bolus) L.Bolus
- Ruschia diutina L.Bolus
- Ruschia divaricata L.Bolus
- Ruschia diversifolia L.Bolus
- Ruschia dolomitica Dinter & Schwantes
- Ruschia drepanophylla (Schltr. & A.Berger) L.Bolus
- Ruschia dualis L.Bolus
- Ruschia dubitans (L.Bolus) L.Bolus
- Ruschia duplessiae L.Bolus
- Ruschia duthiae (L.Bolus) Schwantes in H.Jacobsen
- Ruschia dyeri L.Bolus
- Ruschia ebracteata L.Bolus
- Ruschia edentula (Haw.) L.Bolus
- Ruschia elevata L.Bolus
- Ruschia elineata L.Bolus
- Ruschia emarcescens L.Bolus
- Ruschia erecta Schwantes
- Ruschia erosa L.Bolus
- Ruschia esterhuyseniae L.Bolus
- Ruschia evoluta L.Bolus
- Ruschia excedens L.Bolus
- Ruschia exigua L.Bolus
- Ruschia exsurgens L.Bolus
- Ruschia extensa L.Bolus
- Ruschia fenestrata L.Bolus
- Ruschia fergusoniae L.Bolus
- Ruschia ferox L.Bolus
- Ruschia festiva Schwantes
- Ruschia filamentosa L.Bolus
- Ruschia filipetala L.Bolus
- Ruschia firma L.Bolus
- Ruschia floribunda L.Bolus
- Ruschia foliosa Schwantes
- Ruschia foliosa L.Bolus
- Ruschia forficata L.Bolus
- Ruschia fourcadei L.Bolus
- Ruschia framesii L.Bolus
- Ruschia fredericii (L.Bolus) L.Bolus
- Ruschia frutescens (L.Bolus) L.Bolus
- Ruschia fugitans L.Bolus
- Ruschia fulleri L.Bolus
- Ruschia gemina L.Bolus
- Ruschia geminiflora (Haw.) Schwantes in H.Jacobsen
- Ruschia gibbosa L.Bolus
- Ruschia glauca L.Bolus
- Ruschia globularis L.Bolus
- Ruschia goodiae L.Bolus
- Ruschia gracilipes L.Bolus
- Ruschia gracilis L.Bolus
- Ruschia gracillima L.Bolus
- Ruschia graminea H.Jacobsen
- Ruschia granitica (L.Bolus) L.Bolus
- Ruschia gravida L.Bolus
- Ruschia griquensis Schwantes
- Ruschia grisea Schwantes
- Ruschia gydouwensis (L.Bolus) G.D.Rowley
- Ruschia hallii L.Bolus
- Ruschia hamata Schwantes
- Ruschia hamatilis L.Bolus
- Ruschia haworthii H.Jacobsen & G.D.Rowley
- Ruschia herrei Schwantes
- Ruschia heteropetala L.Bolus
- Ruschia hexamera L.Bolus
- Ruschia holensis L.Bolus
- Ruschia hollowayana L.Bolus
- Ruschia horrescens L.Bolus
- Ruschia horrida L.Bolus
- Ruschia hutchinsonii L.Bolus
- Ruschia imbricata Schwantes
- Ruschia impressa L.Bolus
- Ruschia inclaudens L.Bolus
- Ruschia inclusa L.Bolus
- Ruschia inconspicua L.Bolus
- Ruschia incumbens L.Bolus
- Ruschia incurvata L.Bolus
- Ruschia indecora Schwantes
- Ruschia indurata Schwantes
- Ruschia insidens L.Bolus
- Ruschia integra Schwantes
- Ruschia intermedia L.Bolus
- Ruschia intervallaris L.Bolus
- Ruschia intricata (N.E.Br.) H.E.K.Hartmann & Stüber
- Ruschia intrusa (Kensit) L.Bolus
- Ruschia ivori (N.E.Br.) Schwantes
- Ruschia jacobseniana L.Bolus
- Ruschia kakamasensis L.Bolus
- Ruschia karrachabensis L.Bolus
- Ruschia karroidea L.Bolus
- Ruschia karrooica L.Bolus
- Ruschia kenhardtensis L.Bolus
- Ruschia klaverensis (L.Bolus) Schwantes in H.Jacobsen
- Ruschia klipbergensis L.Bolus
- Ruschia knysnana L.Bolus
- Ruschia koekenaapensis L.Bolus
- Ruschia komkansica L.Bolus
- Ruschia kuboosana L.Bolus
- Ruschia langebaanensis L.Bolus
- Ruschia lapidicola L.Bolus
- Ruschia lavisii L.Bolus
- Ruschia lawsonii (L.Bolus) L.Bolus
- Ruschia laxa (Willd.) Schwantes in H.Jacobsen
- Ruschia laxiflora L.Bolus
- Ruschia laxipetala L.Bolus
- Ruschia leightoniae L.Bolus
- Ruschia leipoldtii L.Bolus
- Ruschia leptocalyx L.Bolus
- Ruschia leptophylla L.Bolus
- Ruschia lerouxiae (L.Bolus) L.Bolus
- Ruschia leucanthera L.Bolus
- Ruschia leucosperma L.Bolus
- Ruschia levynsiae (L.Bolus) Schwantes in H.Jacobsen
- Ruschia limbata (N.E.Br.) Schwantes
- Ruschia lineolata Schwantes
- Ruschia lisabeliae L.Bolus
- Ruschia littlewoodii L.Bolus
- Ruschia lodewykii L.Bolus
- Ruschia loganii L.Bolus
- Ruschia lokenbergensis L.Bolus
- Ruschia longifolia (L.Bolus) L.Bolus
- Ruschia longipes L.Bolus
- Ruschia luckhoffii L.Bolus
- Ruschia lutea L.Bolus
- Ruschia macowanii (L.Bolus) Schwantes in H.Jacobsen
- Ruschia macrophylla L.Bolus
- Ruschia macroura L.Bolus
- Ruschia magnifica Klak
- Ruschia maleolens L.Bolus
- Ruschia mallesoniae (L.Bolus) L.Bolus
- Ruschia marginata L.Bolus
- Ruschia mariae L.Bolus
- Ruschia marianae (L.Bolus) Schwantes
- Ruschia maritima (L.Bolus) G.D.Rowley
- Ruschia mathewsii L.Bolus
- Ruschia maxima (Haw.) L.Bolus
- Ruschia maxwellii L.Bolus
- Ruschia menniei L.Bolus
- Ruschia mesklipensis L.Bolus
- Ruschia meyerae Schwantes
- Ruschia meyeri Schwantes
- Ruschia micropetala L.Bolus
- Ruschia microphylla Schwantes
- Ruschia middlemostii L.Bolus
- Ruschia milleflora L.Bolus
- Ruschia minutifolia L.Bolus
- Ruschia misera (L.Bolus) L.Bolus
- Ruschia modesta L.Bolus
- Ruschia mollis Schwantes
- Ruschia montaguensis L.Bolus
- Ruschia monticola (Sond.) G.D.Rowley
- Ruschia mucronata Schwantes
- Ruschia muelleri Schwantes
- Ruschia muiriana Schwantes
- Ruschia multiflora Schwantes
- Ruschia muricata L.Bolus
- Ruschia mutata G.D.Rowley
- Ruschia mutica L.Bolus
- Ruschia namaquana L.Bolus
- Ruschia namusmontana Friedrich
- Ruschia nana L.Bolus
- Ruschia neilii L.Bolus
- Ruschia nelii Schwantes
- Ruschia nieuwerustensis L.Bolus
- Ruschia nivea L.Bolus
- Ruschia nobilis Schwantes
- Ruschia nonimpressa L.Bolus
- Ruschia nordenstamii L.Bolus
- Ruschia obtusa L.Bolus
- Ruschia obtusifolia L.Bolus
- Ruschia octojugis L.Bolus
- Ruschia octonaria (L.Bolus) G.D.Rowley
- Ruschia odontocalyx Schwantes
- Ruschia orientalis L.Bolus
- Ruschia orsmondiae L.Bolus
- Ruschia ottosonderi G.D.Rowley
- Ruschia oviformis L.Bolus
- Ruschia pallens L.Bolus
- Ruschia papillata L.Bolus
- Ruschia paripetala (L.Bolus) L.Bolus
- Ruschia parkhuisensis L.Bolus
- Ruschia parvibracteata L.Bolus
- Ruschia parviflora Schwantes
- Ruschia parvifolia L.Bolus
- Ruschia patens L.Bolus
- Ruschia patulifolia L.Bolus
- Ruschia pauciflora L.Bolus
- Ruschia paucifolia L.Bolus
- Ruschia paucipetala L.Bolus
- Ruschia pauper L.Bolus
- Ruschia peersii L.Bolus
- Ruschia perfoliata Schwantes
- Ruschia perforata L.Bolus
- Ruschia persistens L.Bolus
- Ruschia persistens L.Bolus
- Ruschia phylicoides L.Bolus
- Ruschia pillansii L.Bolus
- Ruschia pilosula L.Bolus
- Ruschia pinguis L.Bolus
- Ruschia piscodora L.Bolus
- Ruschia polita L.Bolus
- Ruschia pollardii Friedrich
- Ruschia primosii L.Bolus
- Ruschia profunda L.Bolus
- Ruschia prolongata L.Bolus
- Ruschia promontorii L.Bolus
- Ruschia propinqua (N.E.Br.) Schwantes
- Ruschia prostrata L.Bolus
- Ruschia psammophila Dinter & Schwantes
- Ruschia pulchella Schwantes
- Ruschia pulvinaris L.Bolus
- Ruschia pumila (Fedde & C.Schust.) L.Bolus
- Ruschia punctulata (L.Bolus) H.E.K.Hartmann
- Ruschia pungens (A.Berger) H.Jacobsen
- Ruschia puniens L.Bolus
- Ruschia purpureostyla (L.Bolus) Bruyns
- Ruschia pusilla Schwantes
- Ruschia putterillii (L.Bolus) L.Bolus
- Ruschia pygmaea Schwantes
- Ruschia quadrisepala L.Bolus
- Ruschia quarzitica Dinter & Schwantes
- Ruschia radicans L.Bolus
- Ruschia rariflora L.Bolus
- Ruschia recurva (Moench) H.E.K.Hartmann
- Ruschia renniei (L.Bolus) Schwantes in H.Jacobsen
- Ruschia restituta G.D.Rowley
- Ruschia rigens L.Bolus
- Ruschia rigida Schwantes
- Ruschia rigidicaulis (Haw.) Schwantes
- Ruschia robusta Schwantes
- Ruschia roseola (N.E.Br.) Schwantes
- Ruschia rostella Schwantes
- Ruschia rubra (L.Bolus) L.Bolus
- Ruschia rubricaulis L.Bolus
- Ruschia rupicola Schwantes
- Ruschia rupis-arcuatae (Dinter) Friedrich
- Ruschia ruralis (N.E.Br.) Schwantes
- Ruschia ruschiana Dinter & Schwantes
- Ruschia sabulicola Dinter
- Ruschia saginata L.Bolus
- Ruschia salteri L.Bolus
- Ruschia sandbergensis L.Bolus
- Ruschia sarmentosa (Haw.) Schwantes in H.Jacobsen
- Ruschia saturata L.Bolus
- Ruschia saxicola L.Bolus
- Ruschia scabra H.E.K.Hartmann
- Ruschia schlechteri Schwantes
- Ruschia schneideriana (A.Berger) L.Bolus
- Ruschia schollii (Salm-Dyck) Schwantes
- Ruschia scopelogena G.D.Rowley
- Ruschia sedoides (Dinter & A.Berger) Friedrich
- Ruschia semidentata Schwantes
- Ruschia semiglobosa L.Bolus
- Ruschia senaria L.Bolus
- Ruschia serrulata (Haw.) Schwantes
- Ruschia sessilis (Thunb.) H.E.K.Hartmann
- Ruschia simulans L.Bolus
- Ruschia singula L.Bolus
- Ruschia sobrina (N.E.Br.) Schwantes
- Ruschia socia (N.E.Br.) Schwantes
- Ruschia solida L.Bolus
- Ruschia solitaria L.Bolus
- Ruschia spathulata L.Bolus
- Ruschia spinescens L.Bolus
- Ruschia spinosa (L.) Dehn
- Ruschia staminodiosa L.Bolus
- Ruschia stayneri L.Bolus
- Ruschia steingroeveri Schwantes
- Ruschia stellata L.Bolus
- Ruschia stenopetala L.Bolus
- Ruschia stenophylla (L.Bolus) L.Bolus ex Fourc.
- Ruschia stokoei L.Bolus
- Ruschia stricta L.Bolus
- Ruschia strubeniae (L.Bolus) Schwantes in H.Jacobsen
- Ruschia stylosa L.Bolus
- Ruschia suaveolens L.Bolus
- Ruschia subaphylla Friedrich
- Ruschia subglobosa L.Bolus
- Ruschia subpaniculata L.Bolus
- Ruschia subsphaerica L.Bolus
- Ruschia subteres L.Bolus
- Ruschia subtruncata L.Bolus
- Ruschia succulenta L.Bolus
- Ruschia tardissima L.Bolus
- Ruschia tecta L.Bolus
- Ruschia tenella Schwantes
- Ruschia testacea L.Bolus
- Ruschia tetrasepala L.Bolus
- Ruschia thomae L.Bolus
- Ruschia translucens L.Bolus
- Ruschia tribracteata L.Bolus
- Ruschia triflora L.Bolus
- Ruschia triquetra L.Bolus
- Ruschia truteri L.Bolus
- Ruschia tuberculosa L.Bolus
- Ruschia tumidula (Haw.) Schwantes
- Ruschia turneriana L.Bolus
- Ruschia uitenhagensis Schwantes
- Ruschia umbellata Schwantes
- Ruschia unca (L.Bolus) L.Bolus
- Ruschia uncinata Schwantes
- Ruschia uncinella Schwantes
- Ruschia unidens Schwantes
- Ruschia utilis (L.Bolus) L.Bolus
- Ruschia vaginata Schwantes
- Ruschia valida Schwantes
- Ruschia vanbredai L.Bolus
- Ruschia vanderbergii L.Bolus
- Ruschia vanheerdei L.Bolus
- Ruschia vanniekerkiae L.Bolus
- Ruschia vanzylii L.Bolus
- Ruschia varians L.Bolus
- Ruschia velutina L.Bolus
- Ruschia ventricosa Schwantes
- Ruschia verrucosula L.Bolus
- Ruschia verruculata (L.) G.D.Rowley
- Ruschia versicolor L.Bolus
- Ruschia vetovalida H.E.K.Hartmann
- Ruschia victoris L.Bolus
- Ruschia villetii L.Bolus
- Ruschia virens L.Bolus
- Ruschia virgata L.Bolus
- Ruschia viridifolia L.Bolus
- Ruschia viridis (Haw.) G.D.Rowley
- Ruschia vulnerans L.Bolus
- Ruschia vulvaria Schwantes
- Ruschia watermeyeri L.Bolus
- Ruschia willdenowii Schwantes
- Ruschia wilmaniae L.Bolus
- Ruschia wittebergensis Schwantes